# Eschbourg
Eschbourg (deutsch Eschburg) ist eine französische Gemeinde mit 461 Einwohnern (Stand 1. Januar 2021) im Département Bas-Rhin in der Region Grand Est (bis 2015 Elsass). Sie gehört zum Arrondissement Saverne und zum Kanton Ingwiller.

## Geografie
Die Gemeinde Eschbourg liegt im Gebiet der in Frankreich so genannten Nordvogesen am Fluss Südliche Zinsel und ist Teil des Biosphärenreservates Pfälzerwald-Vosges du Nord. Zu der Gemeinde gehört auch der Ortsteil Graufthal.
Ihre Nachbargemeinden sind La Petite-Pierre im Nordosten, Neuwiller-lès-Saverne im Osten, Eckartswiller im Südosten, Vilsberg und Pfalzweyer im Südwesten und Schœnbourg und Lohr im Nordwesten.

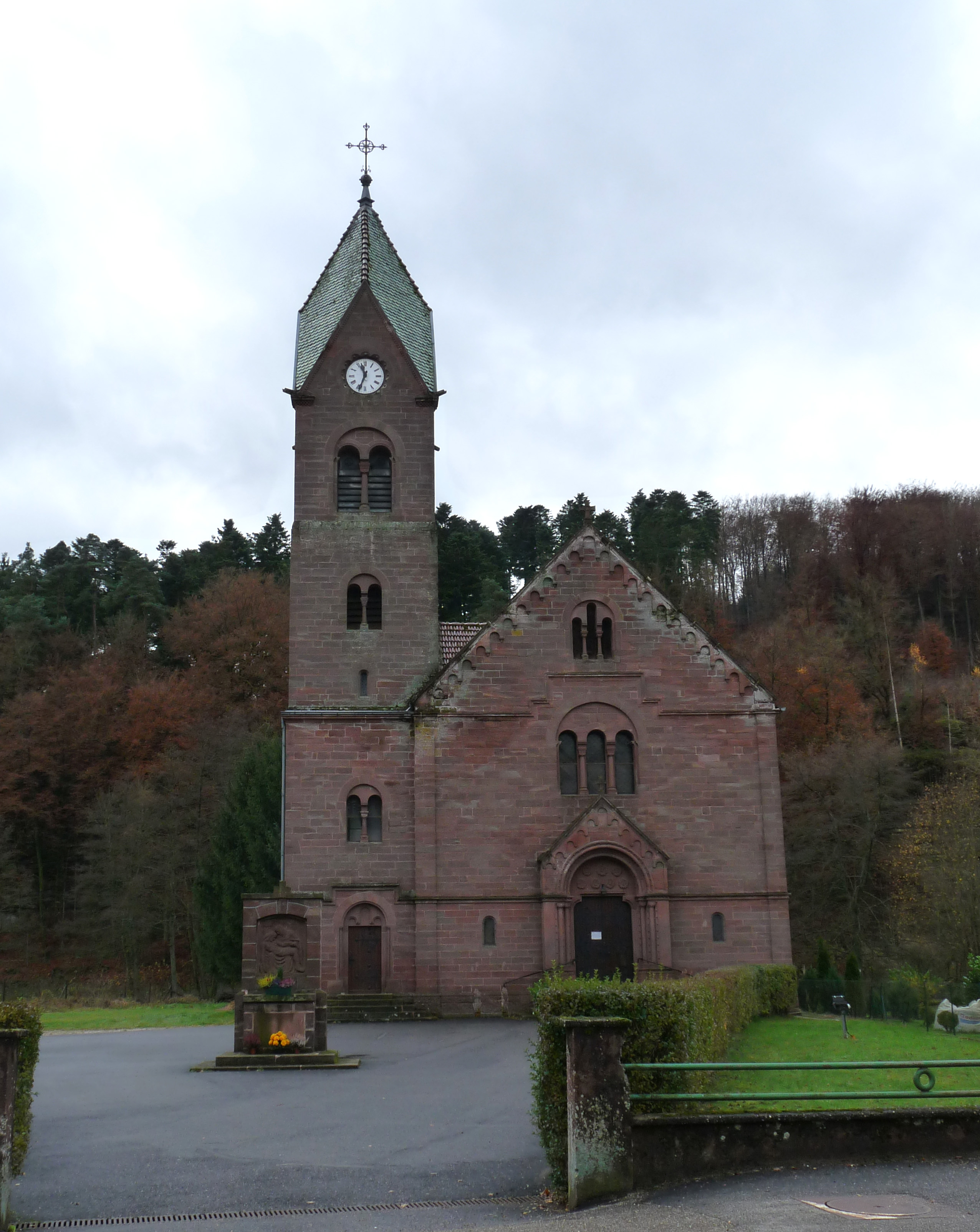
Verkündigungskirche im Ortsteil Graufthal
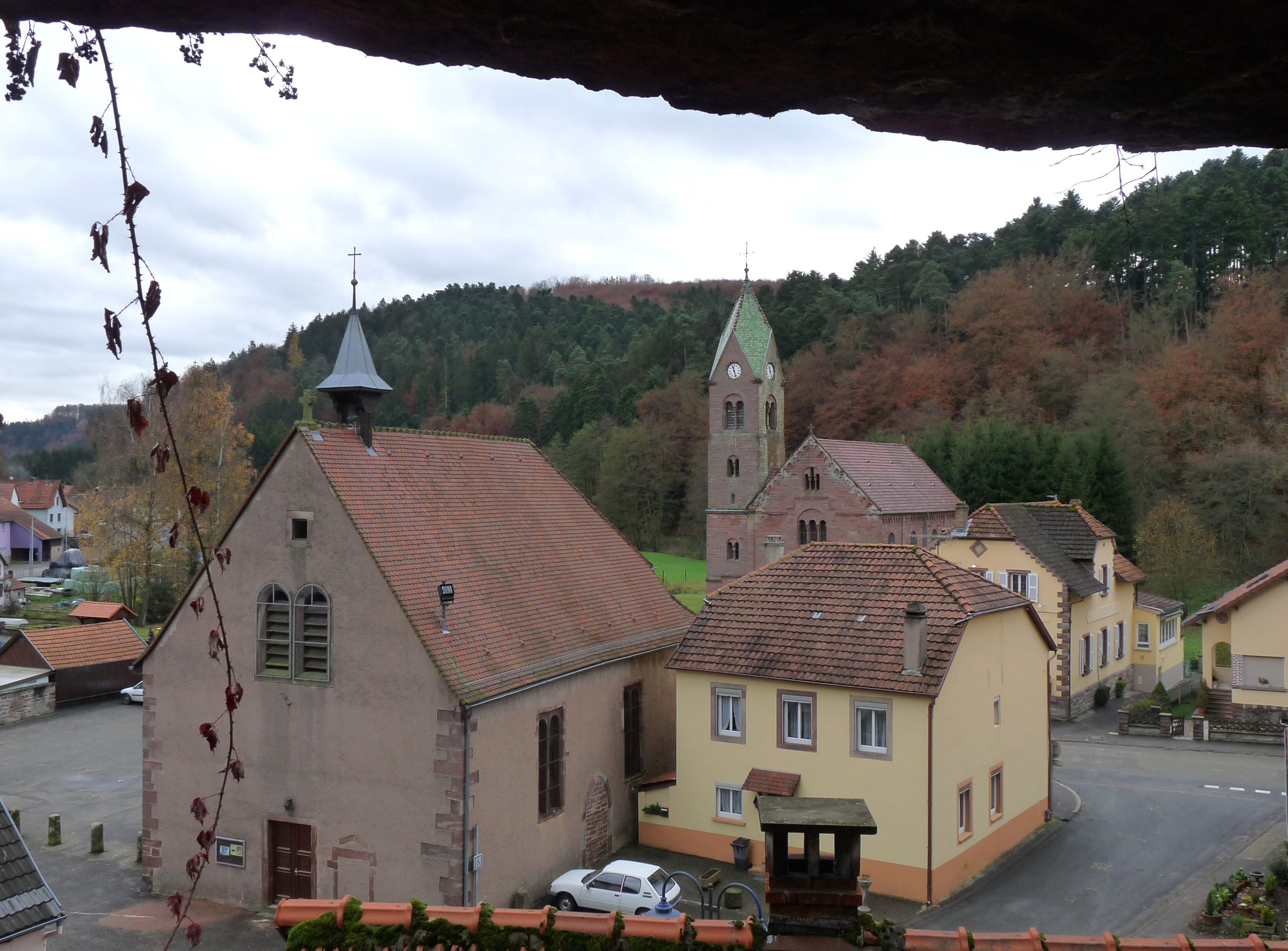
Lutherische Kirche im Ortsteil Graufthal

## Geschichte
Von 1871 bis zum Ende des Ersten Weltkrieges gehörte Eschburg als Teil des Reichslandes Elsaß-Lothringen zum Deutschen Reich und war dem Kreis Zabern im Bezirk Unterelsaß zugeordnet.

## Bevölkerungsentwicklung
| 1910 | 1962 | 1968 | 1975 | 1982 | 1990 | 1999 | 2006 | 2012 | 2014 |
| ---- | ---- | ---- | ---- | ---- | ---- | ---- | ---- | ---- | ---- |
| 912  | 685  | 686  | 626  | 574  | 522  | 499  | 484  | 501  | 494  |